# Братківці (станція)
Браткі́вці — проміжна залізнична станція Івано-Франківської дирекції залізничних перевезень Львівської залізниці на лінії Делятин — Хриплин між станціями Хриплин (8 км) та Тарновиця (17 км). Розташована в селі Братківці Івано-Франківського району Івано-Франківської області.

## Пасажирське сполучення
Приміське сполучення здійснюється за напрямком Івано-Франківськ — Ворохта — Рахів.